# Football Club Féminin Juvisy Essonne 2015-2016
Questa voce raccoglie le informazioni riguardanti la squadra femminile del Football Club Féminin Juvisy Essonne nelle competizioni ufficiali della stagione 2015-2016.

## Divise e sponsor
Main sponsor era la catena di supermercati Carrefour mentre quello tecnico, forniture delle tenute da gioco, era Nike. 
| Casa | Trasferta |

## Organigramma societario
Come da sito societario.
Area tecnica
- Allenatore: Emmanuel Beauchet
- Vice allenatore: Laure Lepailleur
- Preparatore dei portieri: Aurélien Plet
- Fisioterapisti: Mathieu Chirac, Geoffrey Mémain, Baptista Fixot

## Rosa
Rosa, ruoli e numeri di maglia come da sito ufficiale, aggiornati al 4 gennaio 2016.
| N. |                        | Ruolo | Calciatrice       |
| -- | ---------------------- | ----- | ----------------- |
| 1  | Francia (bandiera)     | P     | Céline Deville    |
| 2  | Francia (bandiera)     | D     | Nelly Guilbert    |
| 3  | Francia (bandiera)     | D     | Gwenaëlle Butel   |
| 4  | Francia (bandiera)     | C     | Aïssatou Tounkara |
| 5  | Stati Uniti (bandiera) | A     | Tatiana Coleman   |
| 8  | Francia (bandiera)     | C     | Inès Jaurena      |
| 9  | Francia (bandiera)     | A     | Lilas Traïkia     |
| 10 | Francia (bandiera)     | D     | Anaïg Butel       |
| 11 | Francia (bandiera)     | A     | Julie Machart     |
| 12 | Francia (bandiera)     | D     | Elise Legrout     |
| 14 | Francia (bandiera)     | A     | Kadidiatou Diani  |
| 15 | Francia (bandiera)     | D     | Léna Jouan        |
| 16 | Francia (bandiera)     | P     | Karima Benameur   |

| N. |                    | Ruolo | Calciatrice               |
| -- | ------------------ | ----- | ------------------------- |
| 17 | Francia (bandiera) | C     | Gaëtane Thiney (capitano) |
| 18 | Francia (bandiera) | C     | Charlotte Bilbault        |
| 19 | Francia (bandiera) | D     | Théa Greboval             |
| 20 | Francia (bandiera) | C     | Laurie Teinturier         |
| 21 | Francia (bandiera) | C     | Amélie Coquet             |
| 22 | Belgio (bandiera)  | A     | Janice Cayman             |
| 23 | Francia (bandiera) | D     | Sandrine Dusang           |
| 25 | Francia (bandiera) | D     | Fleurestine Jaffrelot     |
| 27 | Francia (bandiera) | D     | Julie Soyer               |
| 28 | Francia (bandiera) | C     | Camille Catala            |
| 29 | Francia (bandiera) | C     | Sophie Vaysse             |
| 30 | Francia (bandiera) | P     | Dina Jeanjean             |

## Calciomercato

### Sessione estiva
| Acquisti | Acquisti           | Acquisti            | Acquisti   |
| R.       | Nome               | da                  | Modalità   |
| -------- | ------------------ | ------------------- | ---------- |
| P        | Karima Benameur    | Paris Saint-Germain | definitivo |
| P        | Dina Jeanjean      | Aurillac Arpajon    | definitivo |
| C        | Charlotte Bilbault | Soyaux              | definitivo |
| C        | Élise Legrout      | Arras               | definitivo |
| C        | Sophie Vaysse      | Rodez               | definitivo |
| A        | Tatiana Coleman    | UCF Knights         | svincolata |
| A        | Catherine Karadjov | Tolosa              | definitivo |

| Cessioni | Cessioni          | Cessioni            | Cessioni   |
| R.       | Nome              | a                   | Modalità   |
| -------- | ----------------- | ------------------- | ---------- |
| P        | Olesya Arsenieva  | Yzeure              | definitivo |
| D        | Nadia Benmokhtar  |                     | ritiro     |
| C        | Aude Moreau       | Val d'Orge          | definitivo |
| A        | Sandrine Brétigny | Olympique Marsiglia | definitivo |

### Sessione invernale
| Acquisti | Acquisti | Acquisti | Acquisti |
| R.       | Nome     | da       | Modalità |
| -------- | -------- | -------- | -------- |
|          |          |          |          |

| Cessioni | Cessioni              | Cessioni | Cessioni |
| R.       | Nome                  | a        | Modalità |
| -------- | --------------------- | -------- | -------- |
| A        | Julie Machart-Rabanne | Lilla    |          |

## Risultati

### Division 1

#### Girone di andata
| Arbitro: | Labadot Cadinot |

|                     |           |                      |
| Peruzzetto 33’, 84’ | Marcatori | 2’ Traïkia 66’ Diani |

| Arbitro: | Lasalle |

|                       |           |  |
| Traïkia 69’ Diani 80’ | Marcatori |  |

| Arbitro: | Bartnik |

|             |           |                       |
| Renault 29’ | Marcatori | 17’ Dusang 26’ Thiney |

| Arbitro: | Mougeot |

|                       |           |  |
| Coleman 18’ Diani 29’ | Marcatori |  |

| Arbitro: | Lasalle |

|                                     |           |  |
| Thiney 35’, 78’ Machart-Rabanne 90’ | Marcatori |  |

| Arbitro: | Labadot-Cadinot |

|  |           |            |
|  | Marcatori | 61’ Catala |

| Arbitro: | Bartnik |

|            |           |                          |
| Catala 29’ | Marcatori | 42’ Jakobsson 60’ Asseyi |

| Arbitro: | Maubacq |

|                            |           |  |
| Abily 58’ Petit-Franco 64’ | Marcatori |  |

| Arbitro: | Burban |

|                                                    |           |  |
| Traïkia 13’, 72’ Catala 37’ Coleman 44’ Coquet 65’ | Marcatori |  |

| Arbitro: | Lasalle |

|  |           |                                     |
|  | Marcatori | 34’ Thiney 36’ Bilbault 41’ Coleman |

| Arbitro: | Guillemin |

|  |           |                                                      |
|  | Marcatori | 45’ Horan 51’ Cristiane 57’, 88’ Mittag 85’ Hamraoui |

#### Girone di ritorno
| Arbitro: | Dallongeville |

|                      |           |             |
| Thiney 22’ Diani 47’ | Marcatori | 27’ Palacin |

| Arbitro: | Vanstaeve |

|  |           |                                        |
|  | Marcatori | 49’ Soyer 69’ Catala 86’, 90+3’ Thiney |

| Arbitro: | Burban |

|                                 |           |  |
| Thiney 32’ Diani 74’ Catala 89’ | Marcatori |  |

| Arbitro: | Vanstaevel |

|  |           |             |
|  | Marcatori | 48’ Coleman |

| Arbitro: | Burban |

|              |           |             |
| Lemaître 79’ | Marcatori | 65’ Coleman |

| Arbitro: | Bartnik |

|                                              |           |               |
| Catala 47’ Coquet 65’ Diani 81’ Gréboval 88’ | Marcatori | 45’ Bourgouin |

| Arbitro: | Bonnin |

|                 |           |                                 |
| Soyer 4’ (aut.) | Marcatori | 28’ Thiney 48’ Diani 49’ Cayman |

| Arbitro: | Coppola |

|  |           |            |
|  | Marcatori | 70’ Bremer |

| Arbitro: | Mougeot |

|  |           |                                 |
|  | Marcatori | 5’ Diani 16’ Coleman 84’ Thiney |

| Arbitro: | Lasalle |

|                                                 |           |  |
| Thiney 1’ Diani 13’ Coleman 42’ Cayman 57’, 80’ | Marcatori |  |

| Arbitro: | Maubacq |

|                      |           |                      |
| Érika 45’ Mittag 83’ | Marcatori | 44’ Catala 52’ Diani |

### Coppa di Francia
| Arques 10 gennaio 2016, ore 14:30 CET 2º turno federale                                                                             | Arques    | 0 – 10 referto referto 2                                                                          | FCF Juvisy | Stadio Alfred André |
| \| \| \| \| \| \| Marcatori \| 23’, 28’, 75’ Diani 27’ Coquet 30’, 37’, 50’ Catala 31’ Cayman 37’ Thiney 39’ Dusang 42’ Guilbert \| |           |                                                                                                   |            |                     |
| |           |                                                                                                   |            |                     |
| | Marcatori | 23’, 28’, 75’ Diani 27’ Coquet 30’, 37’, 50’ Catala 31’ Cayman 37’ Thiney 39’ Dusang 42’ Guilbert |            |                     |

| Arbitro: | Guillemin |

|                                                 |           |  |
| Catala 3’ Diani 20’, 29’ Thiney 63’ (rig.), 90’ | Marcatori |  |

| Arbitro: | Bartnik |

|                         |           |  |
| Dahlkvist 42’ Érika 71’ | Marcatori |  |

## Statistiche

### Statistiche di squadra
| Competizione     | Punti | In casa | In casa | In casa | In casa | In casa | In casa | In trasferta | In trasferta | In trasferta | In trasferta | In trasferta | In trasferta | Totale | Totale | Totale | Totale | Totale | Totale | DR  |
| Competizione     | Punti | G       | V       | N       | P       | Gf      | Gs      | G            | V            | N            | P            | Gf           | Gs           | G      | V      | N      | P      | Gf     | Gs     | DR  |
| ---------------- | ----- | ------- | ------- | ------- | ------- | ------- | ------- | ------------ | ------------ | ------------ | ------------ | ------------ | ------------ | ------ | ------ | ------ | ------ | ------ | ------ | --- |
| Division 1       | 70    | 11      | 8       | 0       | 3       | 27      | 10      | 11           | 7            | 3            | 1            | 22           | 9            | 22     | 15     | 3      | 4      | 49     | 19     | +30 |
| Coppa di Francia | -     | 1       | 1       | 0       | 0       | 5       | 0       | 2            | 1            | 0            | 1            | 10           | 2            | 3      | 2      | 0      | 1      | 15     | 2      | +13 |
| Totale           | -     | 12      | 9       | 0       | 3       | 32      | 10      | 13           | 8            | 3            | 2            | 32           | 11           | 25     | 17     | 3      | 5      | 64     | 21     | +43 |

### Andamento in campionato
| Giornata  | 1 | 2 | 3 | 4 | 5 | 6 | 7 | 8 | 9 | 10 | 11 | 12 | 13 | 14 | 15 | 16 | 17 | 18 | 19 | 20 | 21 | 22 |
| --------- | - | - | - | - | - | - | - | - | - | -- | -- | -- | -- | -- | -- | -- | -- | -- | -- | -- | -- | -- |
| Luogo     | T | C | T | C | C | T | C | T | C | T  | C  | C  | T  | C  | T  | T  | C  | T  | C  | T  | C  | T  |
| Risultato | N | V | V | V | V | V | P | P | V | V  | P  | V  | V  | V  | V  | N  | V  | V  | P  | V  | V  | N  |
| Posizione | 6 | 5 | 4 | 3 | 3 | 3 | 4 | 4 | 4 | 4  | 4  | 4  | 4  | 4  | 4  | 4  | 4  | 4  | 4  | 4  | 4  | 4  |

Legenda:

Luogo: C = Casa; T = Trasferta. Risultato: V = Vittoria; N = Pareggio; P = Sconfitta.

### Statistiche delle giocatrici
| Giocatore          | Division 1 | Division 1 | Division 1  | Division 1 | Coppa di Francia | Coppa di Francia | Coppa di Francia | Coppa di Francia | Totale   | Totale | Totale      | Totale     |
| Giocatore          | Presenze   | Reti       | Ammonizioni | Espulsioni | Presenze         | Reti             | Ammonizioni      | Espulsioni       | Presenze | Reti   | Ammonizioni | Espulsioni |
| ------------------ | ---------- | ---------- | ----------- | ---------- | ---------------- | ---------------- | ---------------- | ---------------- | -------- | ------ | ----------- | ---------- |
| K. Benameur Taieb  | 11         | -14        | 0           | 0          | 0                | 0                | 0                | 0                | 11       | -14    | 0           | 0          |
| C. Bilbault        | 18         | 1          | 2           | 0          | 2                | 0                | 1                | 0                | 20       | 1      | 3           | 0          |
| A. Butel           | 8          | 0          | 1           | 0          | -                | -                | -                | -                | 8        | 0      | 1           | 0          |
| G. Butel           | 5          | 0          | 1           | 0          | 2                | 0                | 0                | 0                | 7        | 0      | 1           | 0          |
| C. Catala          | 19         | 7          | 0           | 0          | 3                | 4                | 0                | 0                | 22       | 11     | 0           | 0          |
| J. Cayman          | 21         | 3          | 1           | 0          | 3                | 1                | 0                | 0                | 24       | 4      | 1           | 0          |
| T. Coleman         | 15         | 7          | 3           | 0          | 2                | 0                | 0                | 0                | 17       | 7      | 3           | 0          |
| A. Coquet          | 15         | 2          | 0           | 0          | 3                | 1                | 0                | 0                | 18       | 3      | 0           | 0          |
| C. Deville         | 10         | -5         | 0           | 0          | 3                | -2               | 0                | 0                | 13       | -7     | 0           | 0          |
| K. Diani           | 20         | 10         | 1           | 0          | 3                | 5                | 0                | 0                | 23       | 15     | 1           | 0          |
| S. Dusang          | 18         | 1          | 0           | 0          | 3                | 1                | 0                | 0                | 21       | 2      | 0           | 0          |
| S. Froger          | 0          | 0          | 0           | 0          | 1                | 0                | 0                | 0                | 1        | 0      | 0           | 0          |
| T. Greboval        | 13         | 1          | 0           | 0          | 2                | 0                | 0                | 0                | 15       | 1      | 0           | 0          |
| N. Guilbert        | 11         | 0          | 1           | 0          | 2                | 1                | 0                | 0                | 13       | 1      | 1           | 0          |
| I. Jaurena         | 20         | 0          | 3           | 0          | 3                | 0                | 0                | 0                | 23       | 0      | 3           | 0          |
| D. Jeanjean        | 1          | -1         | 0           | 0          | -                | -                | -                | -                | 1        | -1     | 0           | 0          |
| C. Karadjov        | 3          | 0          | 0           | 0          | 1                | 0                | 0                | 0                | 4        | 0      | 0           | 0          |
| É. Legrout         | 1          | 0          | 0           | 0          | -                | -                | -                | -                | 1        | 0      | 0           | 0          |
| J. Machart-Rabanne | 8          | 1          | 0           | 0          | -                | -                | -                | -                | 8        | 1      | 0           | 0          |
| A. Ould Braham     | 0          | 0          | 0           | 0          | -                | -                | -                | -                | 0        | 0      | 0           | 0          |
| J. Soyer           | 20         | 1          | 0           | 0          | 2                | 0                | 0                | 0                | 22       | 1      | 0           | 0          |
| G. Thiney          | 21         | 11         | 2           | 0          | 3                | 3                | 0                | 0                | 24       | 14     | 2           | 0          |
| A. Tounkara        | 19         | 0          | 0           | 0          | 2                | 0                | 0                | 0                | 21       | 0      | 0           | 0          |
| L. Traïkia         | 9          | 4          | 0           | 0          | -                | -                | -                | -                | 9        | 4      | 0           | 0          |
| N. Vagre           | -          | -          | -           | -          | -                | -                | -                | -                | -        | -      | -           | -          |
| S. Vaysse          | 5          | 0          | 0           | 0          | 1                | 0                | 0                | 0                | 6        | 0      | 0           | 0          |